# Eucyclops ciliatus
Eucyclops ciliatus – gatunek widłonoga z rodziny Cyclopidae. Opisał go w 1909 roku norweski hydrobiolog Georg Ossian Sars, nadając mu nazwę Cyclops ciliatus.